# Hardy Strickland
Hardy Strickland junior (* 24. November 1818 im Jackson County, Georgia; † 24. Januar 1884 in Acworth, Georgia) war ein US-amerikanischer Plantagenbesitzer, Goldgräber und Politiker sowie konföderierter Offizier.

## Werdegang
Hardy Strickland junior wurde im Jackson County geboren und wuchs dort auf. Er ließ sich dann 1835 zusammen mit seinen Geschwistern Nacy, Oliver, Tolbert und Henry im einige Jahre zuvor neugeschaffenen Forsyth County nieder. Mit seinem Bruder Henry betrieb er dort eine Goldmine, welche viele Jahre lang als „Strickland Old Mine“ bekannt war. Dabei förderten sie große Mengen Gold, dass in der Münzanstalt in Dahlonega (Lumpkin County) zu Münzen verarbeitet wurde. Hardy hatte, als ein Pionier im ehemaligen Cherokee-Territorium, die folgenden Jahrzehnten einen großen Einfluss auf das County und den Bundesstaat. Man nominierte ihn für das Repräsentantenhaus von Georgia. Zum Zeitpunkt seiner Nominierung befand er sich nicht in Cumming, sondern in seiner Goldmine und wusste nichts davon. Nach einer erfolgreichen Wahl vertrat er dann seinen County dort als Abgeordneter von 1847 bis 1848 sowie von 1849 bis 1850. Ein paar Jahre später wählte man ihn in den Senat von Georgia, wo er von 1853 bis 1854, von 1855 bis 1856 und von 1857 bis 1858 tätig war. Strickland wurde während seiner Zeit in der General Assembly zu einem aktiven Akteur in der Regionalpolitik. Unmittelbar vor dem bevorstehenden Krieg gehörte er zusammen mit Colonel Hiram Parks Bell (1827–1907) zu den einflussreichen Delegierten von Forsyth County bei der Sezessionsversammlung von Georgia in Milledgeville (Baldwin County), die am 19. Januar 1861 für die Sezession von Georgia stimmten. Nach dem Ausbruch des Bürgerkrieges verpflichtete er sich bei der konföderierten Kavallerie. Seine Militärlaufbahn war aber nur von kurzer Dauer, denn seine Fähigkeiten wurden im Konföderiertenkongress benötigt. Im November 1861 wurde er für den neunten Wahlbezirk von Georgia in den ersten Konföderiertenkongress gewählt, wo er vom 18. Februar 1862 bis zum 17. Februar 1864 tätig war. Da er an Rheuma litt, verzichtete er auf eine erneute Kandidatur und trat wieder in die Konföderiertenarmee ein. Er wurde zum Quartiermeister in seiner Brigade ernannt – einen Posten, den er bis Kriegsende 1865 bekleidete. Wie viele Südstaatler, war Strickland nach dem Krieg praktisch mittellos. In den Folgejahren setzte er aber alles daran sich den neuen Bedingungen anzupassen. Er war in der Landwirtschaft tätig und bemühte sich die Bodenschätze der Region zu erschließen. Seine letzten Jahre verbrachte er in Acworth (Cobb County), wo er 1884 verstarb. Sein Leichnam wurde dort auf dem Liberty Hill Cemetery beigesetzt.

## Familie
Hardy Strickland junior war der Sohn von Priscilla Ann Strickland (1777–1841) und Hardy „Devil“ Strickland senior (1783–1872). Seine Eltern waren Cousins ersten Grades. Nach dem Tod seiner Mutter heiratete sein Vater noch zweimal, am 6. Oktober 1842 Elizabeth King († vor 1850) und am 3. November 1850 Mrs. Martha DeFoor (* ca. 1817; † zwischen 1853 und 1860). Hardy Strickland junior hatte mindestens sieben Geschwister: Oliver (1805–1845), Nancy (* 1807; † nach 1880), Talbot „Tolbert“ (1808–1872), Henry (* 1810, † nach 1880), Madison (1812–1895), Ansel (1814–1863) und Jackson (* 1816; † nach 1850). Außerdem hatte er mindestens zwei Halbgeschwister, eine Halbschwester, Josie (1853–1863), Tochter von Martha Defoor und seinem Vater, und einen mulatten Halbbruder, Jacob (* 1810). Hardy Strickland junior war zweimal verheiratet. 1837 heiratete er im Jackson County Sarah Higginbotham (* 1850). Das Paar bekam mindestens zwei Kinder: Nathan (* 1838) und Sarah Jane (1840–1920). Nach dem Tod seiner ersten Ehefrau heiratete er am 13. Oktober 1850 im Forsyth County Elizabeth Ann Hammond (1828–1897), Tochter von Lucinda Haynes und Leroy Hammond. Das Paar hatte vier gemeinsame Kinder: Octavia (* 1854), Julia (1859–1936), Jefferson Davis (1862–1930) und Louis Henry „Coon“ (* 1864).